# ميناء بلنسية
ميناء بلنسية هو ميناء يقع في مدينة بلنسية، إسبانيا على البحر الأبيض المتوسط. يعمل بالميناء أكثر من 15 ألف موظف يقدمون الخدمات لأكثر كم 7،500 سفينة كل عام.